# Kwas acetylooctowy
Kwas acetylooctowy, CH
3−CO−CH
2−COOH – organiczny związek chemiczny, najprostszy β-ketokwas.
Występuje w organizmie człowieka jako produkt pośredni metabolizmu tłuszczów. Łatwo ulega rozkładowi do dwutlenku węgla i acetonu. Stosowany jest w syntezie do otrzymywania związków organicznych.